# Gérard Walch
Gérard Walch (Breda, 24 maart 1865 - Amsterdam, april 1931) was een leraar Frans, die naam heeft gemaakt met internationaal bekend geworden bloemlezingen uit de Franse poëzie. Deze bloemlezingen trachtte hij steeds aan te vullen met werk van jongere schrijvers, middels supplementen en herdrukken. Hij onderhield talloze contacten met Franse dichters. 

Verder heeft Walch ook enkele bloemlezingen voor het gebruik op Nederlandse scholen samengesteld.

## Publicaties
- 1898: Lectures variées tirées des meilleurs auteurs français: à l'usage des écoles. Samen met Alf Zeller
- 1906: Anthologie des poètes français contemporains. Le Parnasse et les écoles postérieures au Parnasse. deel I. Met een voorwoord van Sully Prudhomme. Deel II en Deel III.
- 1910; Nouvelles pages anthologiques
- 1910: Petite anthologie des prosateurs français, Tome 1.
- 1913: Petite anthologie des poètes français: à l'usage des écoles hollandaises. Tome I en II.
- 1914: Petite anthologie des poètes français: à l'usage des écoles hollandaises. Tome III.
- 1916; Poètes d'hier et d'aujourd'hui. Supplément à l'Anthologie des poètes français contemporains.
- 1923: Poètes nouveaux: supplément à l'Anthologie des poètes français contemporains.
- 1930: Petite anthologie des prosateurs français, Tome 2.

- Gemeinsame Normdatei: 1204972885
- International Standard Name Identifier: 0000 0001 0858 5232
- Library of Congress Control Number: no2007109249
- Nationale Bibliotheek van Letland: 000096024
- Nationale Bibliotheek van Tsjechië: jn19990008878
- Nationale Bibliotheek van Israël: 987007458816505171
- Nederlandse Thesaurus van Auteursnamen: 067684033
- Istituto Centrale per il Catalogo Unico: PALV039419
- Système universitaire de documentation: 069797684
- Virtual International Authority File: 71767479
- WorldCat: E39PBJppDwrKgHKk9Qkbwqq84q